# Ciste des Cous
Die Ciste des Cous ist ein restaurierter neolithischer Dolmen mit ungewöhnlicher polygonaler Kammer in einem runden Cairn in Bazoges-en-Pareds bei Fontenay-le-Comte im Département Vendée in der Pays de la Loire in Frankreich. Dolmen ist in Frankreich der Oberbegriff für Megalithanlagen aller Art (siehe: Französische Nomenklatur).

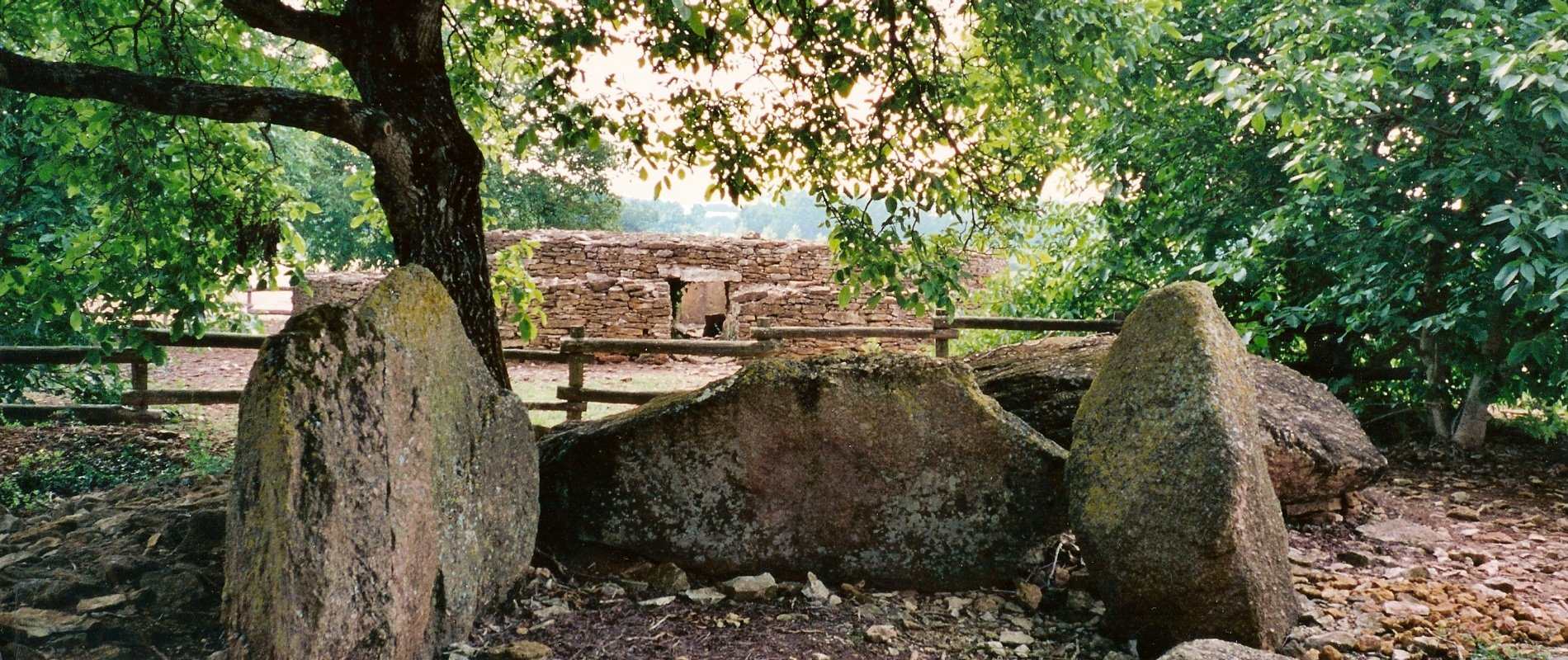
Pierre Folle des Cous

Die Anlage ist das älteste Megalithmonument im Vendée (etwa 4000 v. Chr.). Die von einem gestuften Cairn umgebene hexagonale Kammer ist im unteren Bereich aus neun Steinplatten erstellt. Ihr im Innenbereich mittels einer großen Platte gedeckter Zugang ist etwa 4,0 m lang. Der gesamte Oberbau über der Kammer, der aus einer (heute oben offenen) Tholos besteht, wurde aus Trockenmauerwerk erstellt. Der Bodenbereich ist gepflastert.
Die Megalithanlage wurde erstmals 1913 und erneut 1974 von Roger Jousseaume untersucht.
In unmittelbarer Nähe liegen der Dolmen des Landes und der weitgehend zerstörte Dolmen „Pierre Folle des Cous“. Diese neolithische Anlage verfügt über drei große Monolithe am Kopf und vier große liegende Steine an den Seiten, von denen einer ein riesiger Felsbrocken ist.